# Corambis insignipes
Corambis insignipes är en spindelart som först beskrevs av Simon 1880.  Corambis insignipes ingår i släktet Corambis och familjen hoppspindlar. Inga underarter finns listade i Catalogue of Life.